# Maison Popović
La maison Popović (en serbe cyrillique : Поповићева кућа ; en serbe latin : Popovićeva kuća) est située à Grocka, en Serbie, dans la municipalité de Grocka et sur le territoire de la Ville de Belgrade. Construite dans les années 1850, elle est inscrite sur la liste des monuments culturels protégés de la République de Serbie et sur la liste des biens culturels de la Ville de Belgrade.

## Présentation
La maison Popović, située 4 rue 17. oktobra à Grocka, a été construite au milieu des années 1850 ; elle est caractéristique des maisons traditionnelles de la Morava dans leur variante « danubienne ».
La maison dispose de quatre pièces et est dotée d'un porche et d'un étage en avancée. Elle est constituée d'une structure en bois remplie avec une mélange d'osier et de boue ; le toit à quatre pans est recouvert de tuiles.